# سنجوان مرة
سنجوان مرة هي قرية في مقاطعة أصفهان، إيران. عدد سكان هذه القرية هو 1,234 في سنة 2006.